# Lyle Waggoner

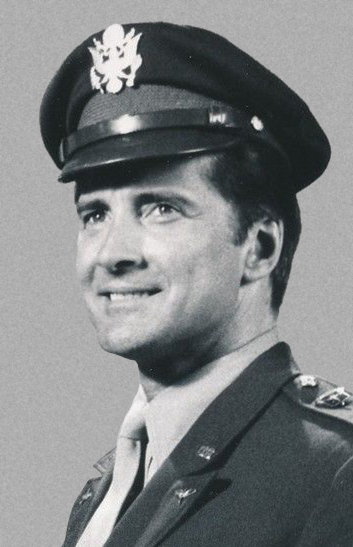
Pressefoto zur Fernsehserie Wonder Woman

Kyle Wesley „Lyle“ Waggoner  (* 13. April 1935 in Kansas City, Kansas; † 17. März 2020 in Westlake Village, Kalifornien) war ein US-amerikanischer Schauspieler.

## Leben

### Familie und Ausbildung
Lyle Waggoner wurde als Sohn von Marie (Isern) und Myron Waggoner geboren und verbrachte einige Jahre seiner Kindheit in Excelsior Springs, Missouri. 1953 schloss er die Kirkwood High School in Kirkwood, Missouri, ab, wo er als Wrestler und Hochspringer aktiv war, und studierte anschließend kurzzeitig an der Washington University in St. Louis. Er schloss sich der United States Army an, in der er, in Westdeutschland stationiert, zwei Jahre als Funker arbeitete.
Nach seiner Entlassung aus der US Army studierte Waggoner Maschinenbau (Mechanical Engineering) am General Motors Institute of Technology. Um sein Einkommen zu verdienen, arbeitete er als Handelsvertreter und verkaufte an der Haustür Bücher und Lexika, wobei er von seinen Kunden zu einer Karriere als Schauspieler ermutigt wurde. Sein Debüt als Schauspieler gab Waggoner in der Rolle eines Kraftprotzes (Muscle Man) in der Musicalverfilmung Li’l Abner (1959). Anschließend baute er ein kleines Werbeunternehmen auf, mit dessen Mitteln er eine Reise nach Los Angeles finanzierte, um dort seine Karriere als Schauspieler voranzutreiben.

### Karriere
Waggoner wurde in das „New Talent“-Programm bei MGM, und später bei 20th Century Fox aufgenommen. Ab Mitte der 60er-Jahre spielte Waggoner regelmäßig in Film- und Fernsehproduktionen, unter anderem in einer Folge der TV-Serie Rauchende Colts (1966). Waggoner war außerdem in der Endauswahl für die Titelrolle in dem späteren Serienklassiker Batman, unterlag aber bei der Besetzung seinem Kollegen Adam West.
Ab 1967 war er in der Carol Burnett Show zu sehen, eine Comedy- und Unterhaltungsshow, bei der er als Moderator sowie als Darsteller in den zahlreichen Sketchen der Show mitwirkte. 1974 stieg Waggoner bei der Carol Burnett Show aus, in der Hoffnung, nunmehr als Hauptdarsteller besetzt zu werden, und wurde durch Tim Conway ersetzt. Von 1976 bis 1979 gehörte er zur Stammbesetzung der TV-Serie Wonder Woman mit Lynda Carter in der Hauptrolle.
In den 70er und 80er Jahren wirkte Waggoner in einigen Kino- und Fernsehfilmen mit, wo er hauptsächlich als gutaussehender Held oder Liebhaber besetzt wurde. Er übernahm außerdem zahlreiche Gast- und Episodenrollen, unter anderem in den Fernsehserien Drei Engel für Charlie (1980), Golden Girls (1993) sowie mehrfach in Love Boat, Fantasy Island und Mord ist ihr Hobby.

### Unternehmer
1979 gründete Waggoner sein eigenes Unternehmen Star Waggons, eine Firma, die an die Wünsche der Kunden individuell angepasste Luxus-Wohnwagen für Schauspieler, Maskenbildner und den weiteren Stab für die Dauer von Filmproduktionen vermietete. 1990 war Waggoner als Co-Produzent und Moderator der Verkaufs-Show Consumer America tätig, die neuartige US-Produkte für den Hausbedarf präsentierte. Außerdem war Waggoner Gastgeber des Infomercial-Formats Let's Talk With Lyle Waggoner, welches ein Naturprodukt vermarktete, das Impotenz bei Männern verhindern sollte.

### Privates und Tod
Waggoner war mit der Schauspielerin, Vermögensberaterin und Immobilienmaklerin Sharon Kennedy verheiratet. Das Paar heiratete im September 1960. Waggoner war Vater von zwei Söhnen, Jason and Beau. Viele Jahre lebte er in Wyoming. Er war auch als Bildhauer tätig und schuf künstlerisch-erotische Frauenfigurinen.
Waggoner starb im Alter von 84 Jahren in seinem Haus in der Umgebung von Los Angeles an einer Krebserkrankung.

### Sonstiges und Trivia
1973 ließ sich Waggoner für die Juni-Ausgabe des US-Erotik- und Lifestylemagazins Playgirl mit Ausnahme des Intimbereichs nackt als erstes Celebrity-Model in der Heftmitte als „Centerfold“ ablichten. 1976 wurde Waggoner zum „Mayor“ von Encino in Kalifornien ernannt, ein Ehrenamt der lokalen Handelskammer, bei dem er als Botschafter der örtlichen Wirtschaftsförderung wirkte.

## Filmografie (Auswahl)
- 1959: Li’l Abner
- 1966: Rauchende Colts: Wishbone (Fernsehserie, eine Folge)
- 1967: Catalina Caper
- 1967–1974: The Carol Burnett Show (Fernsehshow, 174 Folgen)
- 1973: Dr. med. Marcus Welby: The Day After Forever (Fernsehserie, eine Folge)
- 1978: Die liebestollen Stewardessen: Fun Flight (Fernsehserie, eine Folge)
- 1975–1979: Wonder Woman (Fernsehserie, 59 Folgen)
- 1979: 1982: Love Boat (Fernsehserie, zwei Folgen)
- 1980: Drei Engel für Charlie: Island Angels (Fernsehserie, eine Folge)
- 1980; 1981; 1983: Fantasy Island (Fernsehserie, drei Folgen)
- 1980; 1984: Happy Days (Fernsehserie, zwei Folgen)
- 1981: Mork vom Ork (als Xerko vom Ork)
- 1984; 1991; 1993: Mord ist ihr Hobby (Fernsehserie, drei Folgen)
- 1986: Hardcastle & McCormick: If You Could See What I See (Fernsehserie, eine Folge)
- 1986: Simon und Simon: The Last Big Break (Fernsehserie, eine Folge)
- 1993: Golden Girls: Mrs. George Devereaux (Fernsehserie, eine Folge)
- 1998: The Naked Truth (Fernsehserie)
- 1999: Love Boat: The Next Wave: Three Stages of Love (Fernsehserie, eine Folge)
- 1999: Die wilden Siebziger: Red’s Last Day (Fernsehserie, eine Folge)
- 2003: Living Straight (Fernsehfilm)
- 2005: Familienstreit de Luxe: Breaking Up Is Hard to Do (Fernsehserie, eine Folge)